# MortgageIT
MortgageIT ist ein US-Unternehmen, das auf Geschäfte mit Hypotheken spezialisiert ist. Es wurde im Januar 2007 kurz vor dem Ausbruch der Finanzkrise für 430 Millionen Dollar  von der Deutschen Bank übernommen.

## Geschäftstätigkeit
MortgageIT, Inc., ist eine 1988 gegründete US-amerikanische Hypothekenbank mit Sitz in New York City. Die Gesellschaft ist eine hundertprozentige Tochtergesellschaft von MortgageIT Holdings, Inc, eine selbstverwalteten Immobilien-Aktiengesellschaft (REIT). Die Gesellschaft hat die Lizenz zur Vergabe von Hypotheken-Darlehen in allen 50 Bundesstaaten und ist mit 2.100 Mitarbeiter in 47 Staaten tätig.

## Verfahren
Am 4. Mai 2011 eröffnete die Staatsanwaltschaft in New York ein Zivilverfahren gegen MortgageIT und die Deutsche Bank. Die Klage behauptet eine leichtfertige Vergabe von Hypotheken, ohne die erforderliche Kreditwürdigkeit zu prüfen. So soll das Unternehmen zwischen 1999 und 2009 circa 39.000 Immobilienhypotheken vergeben haben, wovon 12.500 der Kreditnehmer inzwischen zahlungsunfähig geworden.sind. Die Hypotheken wurden bei der Federal Housing Administration (FHA) versichert und anschließend im Bündel als Zertifikate weiterverkauft. Der staatlichen Hypothekenversicherung sind aus diesen Geschäften nach Angaben in der Klage in mehr als 3.100 Fällen bisher mehr als 386 Millionen Dollar Schäden durch Kreditausfälle entstanden.